# Saijuwal Takura
Saijuwal Takura – gaun wikas samiti w zachodniej części Nepalu w strefie Rapti w dystrykcie Salyan. Według nepalskiego spisu powszechnego z 2011 roku liczył on 776 gospodarstw domowych i 3416 mieszkańców (1887 kobiet i 1529 mężczyzn).